# Enfermedad de Roger
La Enfermedad de Roger, Soplo de Comunicación Interventricular, o CIV del Tipo I, es una patología cardiaca que produce un escaso paso sanguíneo desde el ventrículo izquierdo al ventrículo derecho, denominado Soplo de Roger.

## Fisiopatología
Consiste en un soplo sistólico del mesocardio, que aparece por la existencia de un orificio en el tabique interventricular. A través de esta comunicación pasa la sangre del ventrículo izquierdo al derecho durante la sístole, ya que la presión del ventrículo izquierdo es de más de 120 mm Hg, mientras que la del ventrículo derecho no pasa los 30 mm Hg. Se caracteriza por ser un soplo holosistólico de regurgitación.

## Semiografía
En cuanto a su intensidad, alcanza el grado 4 o 5 en la escala de Freeman y Levine; su tono es agudo, el timbre rasposo, su ubicación es en el momento de la sístole, por ser este el momento en que se produce el paso de la sangre a través del orificio interventricular. Es de duración holosistólica.
El sitio de mayor intensidad es en el tercer o cuarto espacio intercostal izquierdo junto al esternón. Su propagación es en forma de barra transversal en la región precordial.
Si esta malformación no es muy grande, los ruidos cardiacos son conservados. Los soplos intensos pueden enmascarar el componente aórtico del segundo ruido. Si la malformación es evidente, puede haber un reforzamiento del componente pulmonar. El desdoblamiento del segundo ruido es normal. Cuando hay agrandamiento del ventrículo izquierdo debido a la malformación puede aparecer un soplo mesodiastólico.